# Felipe Sandoval
Felipe Sandoval, també conegut pel malnom Doctor Muñiz (barri de Las Injurias de Madrid, 26 de maig de 1886 - Madrid, el 6 de juliol de 1939) va ser un paleta, ajuda de cambra d'una noble família de París, atracador, anarquista i espia, però és conegut, especialment, per ser un actiu botxí revolucionari en el Madrid dels primers mesos de la Guerra Civil Espanyola.

## Biografia

### Primers anys
De pare desconegut, Sandoval va passar la seva infància en un orfenat. En la seva joventut va treballar com a paleta, al mateix temps que s'iniciava en els seus primers passos com a delinqüent. El 1919 es trobava empresonat a la presó de Barcelona després de cometre un robatori. Va tractar d'escapolir-se però no va tenir èxit i va rebre una pallissa que li va desfigurar el rostre. Va fugir d'Espanya i es va establir a París. Allí, cap a 1926, participaria en les tertúlies de Joan Garcia Oliver, fundador del grup armat Los Solidarios, organitzat com a resposta a la guerra bruta empresa per sectors patronals i governamentals contra els sindicats en la Barcelona de l'època D'aquesta forma, es relaciona amb els principals homes de l'anarquisme exiliats a París, en els orígens primitius de la FAI.

### Anarquista d'acció
Sandoval no era un anarquista teòric o de saló, sinó un anarquista d'acció. Va tornar a Madrid, i durant anys va organitzar diversos assalts per finançar l'anarquisme de la ciutat. Com revolucionari anarquista, un dels seus primers cops importants el va donar el 1932, al domicili d'Agapito Velasco, un abastidor municipal a qui acusa de quedar-se amb els diners dels menjadors d'Assistència Social. Amb altres tres homes, li van robar 35.000 pessetes. Després d'est vindrien altres famosos robatoris, com el d'una oficina del Banco de Vizcaya, on al més pur estil de pel·lícula de gangsters i en poc menys de deu minuts, va robar 40.000 pessetes. Després del robatori d'un arsenal d'armes va ser detingut i ingressat a la presó de Colmenar Viejo, d'on s'escapoliria després de ferir a un dels funcionaris de la presó. Es va convertir així en tota una llegenda amb el seu estil de gàngster i la seva temuda fama va fer omplir portades en els periòdics de l'època. Per tot això, se'l va considerar l'enemic públic número u. Per a alguns, Sandoval no era més que un malfactor, "un truà que no sap d'idees. Solament d'estafes i del regust àcid de la mala vida", segons escrivia el diari Nuevo Mundo.

### Durant la Guerra Civil

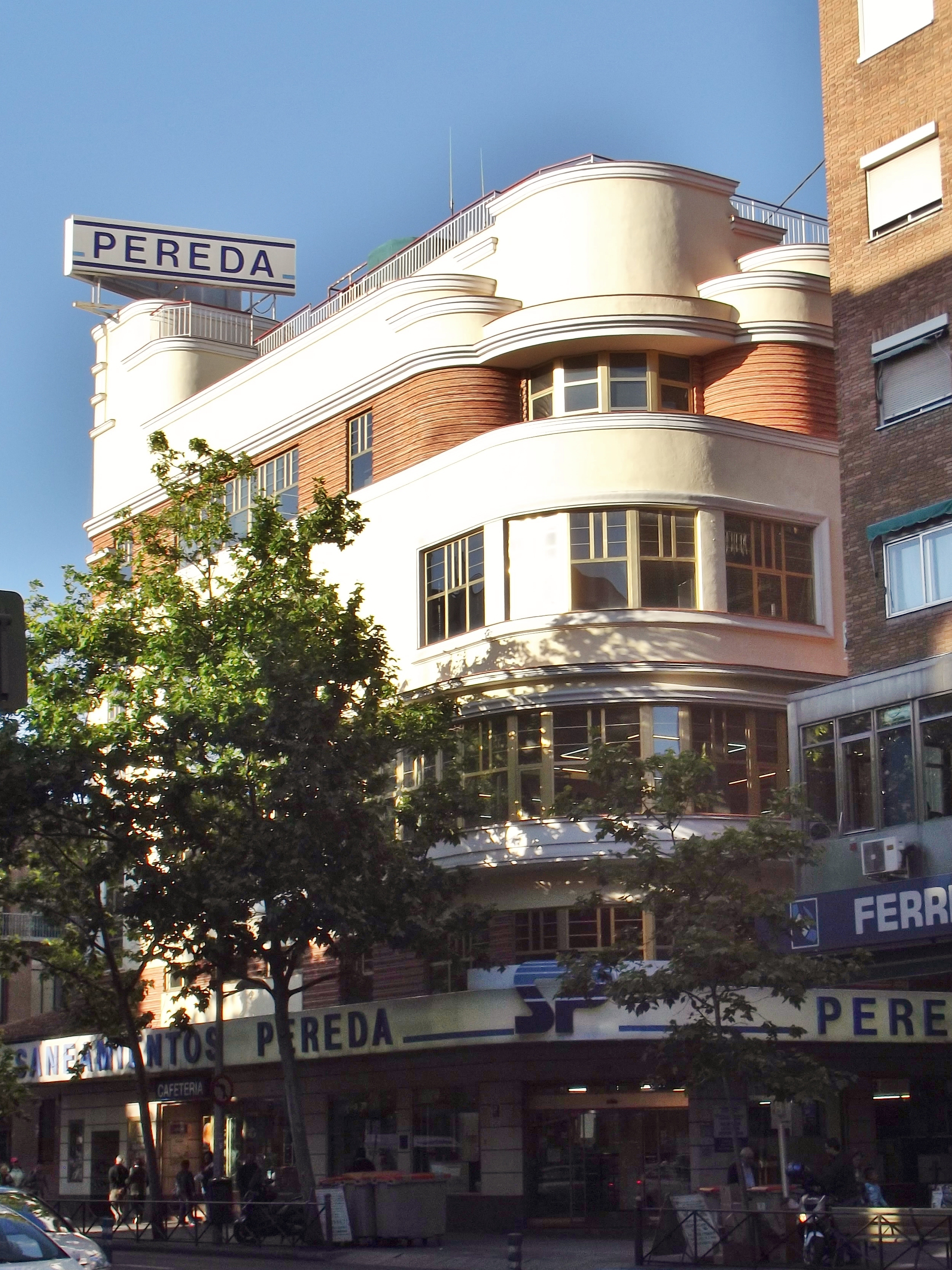
L'antic cinema Europa (en l'actualitat una tenda de sanejaments), va albergar una txeca de la CNT, dirigida per Felipe Sandoval.

En esclatar la Guerra Civil Espanyola, alguns membres de la CNT es van integrar en la tristament cèlebre txeca de Fomento, oficialment anomenada Comitè Provincial d'Investigació Pública de Madrid, la funció de la qual era unificar i controlar la repressió contra els revoltats. Sandoval va ser sobretot el màxim dirigent de la txeca anarquista del cinema Europa del barri de Cuatro Caminos.
Va ser també el responsable de l'assalt i la crema de la presó Model de Madrid, el 22 d'agost de 1936, que va acabar amb la matança de coneguts polítics de dretes i va provocar una gran commoció durant la República.
Després del desmantellament del sistema de txeques de Madrid per part de la Junta de Defensa de Madrid durant la batalla de Madrid, Sandoval arribaria a ser espia per a la CNT en Barcelona i València. Posteriorment va tornar a Madrid.

### Detenció i suïcidi
Gens més acabar la Guerra Civil Espanyola, el 1939, va ser detingut i conduït a Madrid com a part de l'Expedició dels 101, composta per dirigents polítics i sindicals i persones notòries del bàndol perdedor capturats a Alacant, sense haver aconseguit fugir d'Espanya. Salvatgement torturat, va ser obligat a confessar i a fer delacions, va ser repudiat pels seus companys. Poc després, es va suïcidar llançant-se al buit. Es va tirar per una finestra d'una casa del carrer Almagro de Madrid, habilitada com a comissaria, una més de les moltes presons improvisades en un Madrid ple de presos republicans. Ningú va reclamar el seu cos. El 6 de juliol de 1939 va ser enterrat en una tomba de tercera del cementiri de l'Est de Madrid.

## Obres sobre la seva figura
Pel·lícules
- El honor de las injurias (2007), llargmetratge documental dirigit i narrat pel pintor i escriptor Carlos García-Alix. La cinta explica la vida de Sandoval, amb un 80 per cent de material d'arxiu,[7] que inclou fotografies, fragments de pel·lícules així com documents del mateix Felipe Sandoval, com la seva última confessió.[8] Aquest film, va obtenir el segon premi en la secció de Temps d'Història de la Seminci de l'any 2007, el Premi del públic en el Festival d'Annecy, a França, el premi al Millor Muntatge en el festival Memorimage 2008 i recentment ha obtingut els premis a Millor Guió, Millor Direcció i Millor Direcció d'Art en el festival Atlantidoc Uruguai.

Llibres
- El honor de las injurias: busca y captura de Felipe Sandoval (2007) de Carlos García-Alix. Ed. T-Ediciones, Madrid. ISBN 9788486882167[9]